# Hinds (Nouvelle-Zélande)
Hinds est une petite localité du milieu de la région de Canterbury, située dans l’Île du Sud de la Nouvelle-Zélande.

## Situation
Elle est localisée dans la plaine de Canterbury, sur la rive sud du fleuve Hinds, qui atteint l’océan Pacifique entre les localités proches de Longbeach et Lowcliffe.
D’autres localités autour de Hinds comprennent : Ealing vers l’ouest, Willowby, ‘Windermere’ et ‘Winslow’ vers le nord-est, et Eiffelton vers le sud-est.

## Toponymie
La ville et le district alentour sont nommés d’après le nom de la rivière, qui les traverse.
La rivière, en retour, fut dénommée d’après le nom du révérend Samuel Hinds (en), un membre de la Association de Canterbury (en), qui organisa la colonisation de la région de Canterbury.

## Population
La zone statistique définie par Statistiques en Nouvelle-Zélande dénommée “Hinds” couvre un large secteur rural situé autour de la ville de Hinds et de celle d’Ashburton, et ainsi sa population s’élevait à 3 348 résidents en 2001 selon le recensement de 2001 en Nouvelle-Zélande (en) mais ceci n’est pas un reflet exact de la population de la ville de Hinds, qui est bien moindre.

## Accès
La route State Highway 1/ S H 1 et la ligne de chemin de fer de la ligne principale de l’Île du Sud (en), passent à travers la ville de Hinds.
Les trains de passagers ne fonctionnent plus régulièrement au niveau de Hinds depuis la fermeture du service journalier du train nommé Southerner (en) le 10 février 2002, mais les trains de fret passent plusieurs fois tous les jours.

## Éducation
La ville a aussi une école primaire, qui date de 1881 et les salles de classe d’origine sont toujours en fonctionnement.
La taille de l’école fut accrue dans les années 1930, quand les écoles rurales de Ealing, « Maronan », et Lynnford furent fermées et leurs élèves envoyés à Hinds.
Il y eut des plans pour construire une école secondaire à Hinds, mais elle ne fut jamais réalisée alors que l’école primaire profite des terrains voisins réservés pour l’école secondaire .
En 2011, avec la fermeture de l’école rurale de Lowcliffe, les élèves furent aussi envoyés sur Hinds.